# Диас, Эрнан
Эрна́н Эдга́рдо Ди́ас (исп. Hernán Edgardo Díaz; род. 26 февраля 1965, Барранкас, Аргентина) — аргентинский футболист, игравший на позиции защитника. Диас за свою карьеру выступал за различные аргентинские клубы: «Росарио Сентраль», «Лос-Андес», «Ривер Плейт» и «Колон».

## Ранняя карьера
Диас начинал свою футбольную карьеру в аргентинском Втором дивизионе в команде «Росарио Сентраль» в 1985 году. После небольшого периода в «Лос-Андесе» он вернулся в «Росарио», сумев внести свой вклад в завоевание клубом чемпионства в сезоне 1986/1987. Результаты его выступлений позволили Диасу попасть в состав сборной Аргентины на Кубке Америки 1987 и 1989 годов.

## «Ривер Плейт»
Диас перешёл в «Ривер Плейт» в 1989 году, выиграв с ним в первом же своём сезоне чемпионат Аргентины 1989/1990. Всего же за 10 лет своего пребывания в «Ривер Плейте» Диас стал чемпионом Аргентины 8 раз, обладателем Кубка Либертадорес в 1986 году и Суперкубка Либертадорес в 1987 году. Его 10 титулов в качестве игрока в составе «Ривер Плейта» сделали его вторым самым титулованным футболистом в истории клуба после 11 титулов Леонардо Астрады.
На счету Диаса 73 матча в Кубке Либертадорес, при 7 голах, только один аргентинский футболист до него сыграл в этом турнире больше Диаса — Хулио Сесар Фальсьони с 76 матчами.
В период своего выступления за «Ривер Плейт» Диас попал в заявку сборной Аргентины на Чемпионат мира 1994.

## Завершение карьеры
Диас перешёл в «Колон» в 2000 году, но вскоре вернулся в «Ривер Плейт», где провёл свой последний сезон в профессиональном футболе (2000/2001).

## Достижения
Росарио Сентраль
- Чемпионат Аргентины (1): 1986/1987 (чемпион)

Ривер Плейт
- Чемпионат Аргентины (8): 1989/1990 (чемпион), 1991 (Апертура) (чемпион), 1993 (Апертура) (чемпион), 1994 (Апертура) (чемпион), 1996 (Апертура) (чемпион), 1997 (Клаусура) (чемпион), 1997 (Апертура) (чемпион), 1999 (Апертура) (чемпион)
- Кубок Либертадорес (1): 1996 (победитель)
- Суперкубок Либертадорес (1): 1997 (победитель)